# Nowa Sztuka
Nowa Sztuka – czasopismo awangardy poetyckiej wydawane w Warszawie w latach 1921–1922. W tym czasie pojawiły się jedynie dwa numery pisma. Pierwszy ukazał się w listopadzie 1921 roku, redagowany był przez Anatola Sterna (pomysłodawcę pisma) i Jarosława Iwaszkiewicza. Drugi opublikowano w lutym 1922 roku, Iwaszkiewicz nie brał już udziału w jego powstaniu. Czasopismo finansowane było przez Karola Żukowskiego, który figurował jako wydawca. Według „Pierwszego polskiego spisu gazet i czasopism Rzeczypospolitej Polskiej” z 1922/23 roku nakład wynosić miał 2000 egzemplarzy, być może była to jednak liczba zawyżona.
Oba numery zawierały wiersze polskich poetów awangardowych oraz przekłady poezji francuskiej, rosyjskiej i hiszpańskiej, artykuły krytyczno – i teoretycznoliterackie. Pismo propagowało idee i postulaty futuryzmu i innych ruchów awangardowych, jednak w tonie umiarkowanym, mającym nie budzić kontrowersji (zrezygnowano m.in. z charakterystycznej dla futurystycznych Jednodniówek pisowni fonetycznej). W piśmie publikowali m.in. Tadeusz Peiper, Bruno Jasieński, Jan Stur, Leon Chwistek, Aleksander Wat.
Brak funduszy spowodował zamknięcie „Nowej Sztuki”, jednak nazwa periodyku służyła odtąd często na określenie przedstawicieli różnorodnych nowoczesnych, awangardowych tendencji poetyckich.
Do tradycji czasopisma nawiązywał ukazujący się latach 1924–1925, pod redakcją Stefana Kordiana Gackiego „Almanach Nowej Sztuki”. Natomiast w 1924 roku powstała seria „Biblioteka Nowej Sztuki”, w której wydano m.in. Anielski cham Anatola Sterna, Bitwa Stanisława Brucza, Przemiany Stefana Gackiego, Semafory Adama Ważyka oraz Upały Jalu Kurka. Po zamknięciu „Nowej Sztuki” Tadeusz Peiper założył w 1922 w Krakowie pismo „Zwrotnica”.